# Близгау
Близгау (на немски: Bliesgau, Bliesahgouwe, Blesitchowa; на латински: pagus Blesinsis, pagus Blesiacus, pagus Bliesichgoue) е регион в Германия, провинция Саарланд и средновековно франкско Каролингско гауграфство на Франкската империя на река Близ, десен приток на Саар. Днес Близгау е биосферен резерват в Саарланд.
През 1046 г. Хабкирхен е главният център на Близгау.

## Графове в Близгау
- Еренфрид I († сл. 904), граф в Близгау (877), граф в Шармуа (895) (Ецони), женен за Аделгунда († сл. 902) от род Велфи, дъщеря на маркграф Конрад II Млади от Бургундия
- Одакер (* пр. 820; † сл. 901/902), 893 граф в Близгау, 901 – 902 граф в Ардененгау
- Хартунг, 960 граф в Близгау
- Фолмар I фон Мец, 982 граф в Близгау
- неговият син Фолмар II, († 1026 или по-късно), основател на Ст. Реми в Люневил, граф в Близгау
- неговият правнук Готфрид III, граф в Близгау 1075/98
- неговите наследници се наричат „графове фон Близкастел“